# Acauro rotundus
Acauro rotundus là một loài bướm đêm trong họ Geometridae.